# Estação Serdika

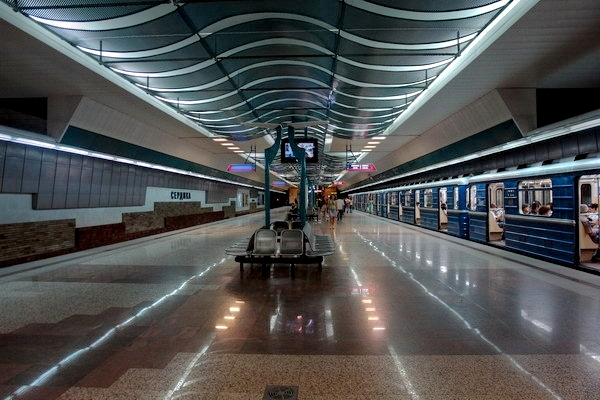
Estação Serdika do Metropolitano de Sófia

A Estação Metroviária Serdika é uma estação da linha principal do Metropolitano de Sófia, na Bulgária. A estação, que entrou em operação em 31 de outubro de 2000, é precedida pela Estação Opalchenska e sucedida pela Estação Sv. Kliment Ohridski, no sentido Obelya-Mladost 1.